# مجموعه فتاوی پاپ گرگوری نهم
مجموعه فتاوی پاپ گرگوری نهم(به لاتین: Decretalis  Pop Gregory IX) در سال 1234 توسط پاپ صادر شد. این فتاوی(دکرتال ها)مجموعه ای از قوانین شرعی بودند, که منبع اصلی قوانین کلیسا برای کلیسای کاتولیک را شامل می شدند و تا بعد از جنگ جهانی اول باقی ماندند.

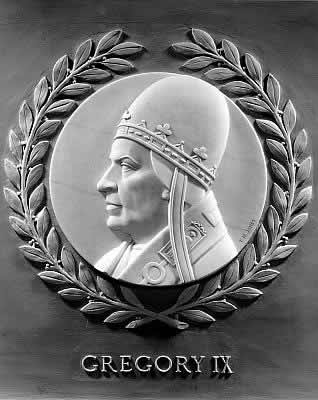
نقش برجسته پاپ گرگوری نهم در مجلس نمایندگان ایالات متحده

## زندگی نامه
گرگوری نهم(متولد سال 1170- در گذشت 22 اوت 1241,رم) یکی از سرسخت ترین پاپ های قرن سیزدهم(سلطنت41-1227),وکیل قانونی,الهی دان,مدافع حقوق پاپ و بنیانگذار تفتیش عقاید پاپ.
انکیزیسیون,محکمه های بازجویی دینی و دادگاه های تفتیش عقاید در سده سیزدهم میلادی توسط گرگوری نهم بنیان نهاده شد و در طول جنگ های مذهبی میان پروتستان ها و کاتولیک ها در سده های شانزدهم و هفدهم میلادی به شدت فعال بود و با تکیه بر قدرت حکومت دینی از قرائت خاص کلیسای کاتولیک دفاع می کرد و به سرکوب سایر قرائات از مسیحیت می پرداخت.

## فتاوی
در سال 1227 هنگامی که امپراطور در انجام تعهد خود برای رهبری یک جنگ صلیبی غایب بود گرگوری در غیاب امپراتور فردریک دوم را کنار گذاشت و دستور حمله به پادشاهی سیسیل را صادر کرد که نیرو های او شکست خوردند. 
در سال 1231 گرگوری به شدت به صدور لیبر اگوستالیس یا قوانین اساسی ملفی توسط فردریک اعتراض داشت و در سال 1234 او دکرتال ها را منتشر کرد, یک کد قانونی که تا جنگ جهانی اول باقی ماند. 
این فتاوی(دکرتال) ایین نامه هایی از قوانین شرعی بودند و براساس نامه های پاپ تشکیل شده بودند، که این فتاوی منجر به مذاکره با ارتدکس یونان شد اما به دلایلی ناکام ماند.